# Winners (film)
Pour les articles homonymes, voir Winners (homonymie).
Pour plus de détails, voir Fiche technique et Distribution.
Winners est un film documentaire espagnol réalisé en 2011.

## Synopsis
Winners nous présente WIN, un projet mis en place par la Croix-Rouge espagnole au Libéria, programme d’intégration sociale et professionnelle pour des femmes vulnérables de Monrovia. Plus de quatorze années de guerres ont remisé ces femmes en bas de l’échelle sociale libérienne, déjà fragilisée. Elles les ont ainsi converties en victimes parfaites d’une violence contre les femmes qui menace de s’institutionnaliser.